# ブロードウェイ・ジャンクション駅
ブロードウェイ・ジャンクション駅（Broadway Junction）はニューヨーク市地下鉄の複合駅で、高架を走るBMTカナーシー線とBMTジャマイカ線、地下を走るINDフルトン・ストリート線が駅舎を共用している。1956年にBMTフルトン・ストリート線が廃止されるまでは同線も乗り入れていた。駅はブルックリン区ベッドフォード＝スタイベサントとイースト・ニューヨークの境にあたるブロードウェイ/フルトン・ストリート/ヴァン・シンダーン・アベニュー交差点付近にある。改札はフルトン・ストリート線駅の東端にある。以下の運行系統が乗り入れている。
- A系統、J系統およびL系統：終日
- C系統：深夜帯以外
- Z系統：ラッシュ時の混雑方向のみ

## 歴史
現在ブロードウェイ・ジャンクション駅があるブロードウェイ/フルトン・ストリート/ジャマイカ・アベニューの合流点は以前はジャマイカ・パスと呼ばれていた。この地域に最初に開通したのはロングアイランド鉄道アトランティック支線で、イーストニューヨーク駅が設けられた。1865年には現在のBMTカナーシー線の前身であるブルックリン・アンド・ロッカウェイ・ビーチ鉄道が開通した。1885年に現在のBMTジャマイカ線が開業した際には、マンハッタン・ジャンクション駅あるいはマンハッタン・ビーチ・ジャンクション駅という駅名であった。これは当時この地域でロングアイランド鉄道マンハッタン・ビーチ・ディビジョンが交差していたことからマンハッタン・ビーチ・クロッシングと呼ばれていたためである。1889年7月4日にはフルトン・ストリート高架線がアトランティック・アベニュー駅から延伸されてサックマン・ストリートに新駅が設けられた。
フルトン・ストリート高架線からブロードウェイ高架線の間に、ベスタ・アベニュー（現在のヴァン・シンダーン・アベニュー）東側沿いに複線で1ブロック半ほどの長さの高架連絡線が設けられた。この連絡線は1900年8月9日に開業し、第三軌条が設けられていた。また、この際にラッシュ時以外にレキシントン・アベニュー線とフルトン・ストリート線をマンハッタン・ジャンクション駅で乗り換えて通し運転を行うという新しい運行パターンが導入された。このイーストニューヨーク・ループ（"East New York Loop"）は定着せず、すぐに中止されてしまった。続いて1906年にBMTカナーシー線を経由してBMTジャマイカ線ブロードウェイ・フェリー駅を走る運行系統（後のBMT15系統）がフルトン・ストリート高架線ピトキン-スネディカー・アベニュース駅まで乗り入れるようになった。
1913年には駅名がマンハッタン・ジャンクション駅からブロードウェイ・ジャンクション駅に改められた。1910年代のデュアル・コントラクト時代にはフルトン・ストリート高架線とブロードウェイ高架線に双方向運転の急行線が追加され、1919年に現在も使われているイースタン・パークウェイ側のブロード高架線の駅が開業した。BMT14丁目-カナーシー線は1928年7月14日に全通し、同時にモントローズ・アベニュー駅からブロードウェイ・ジャンクション駅への接続線が設けられた
1936年までにINDフルトン・ストリート線はロッカウェイ・アベニュー駅まで延伸された。その時点ではブロードウェイ・ジャンクション駅はBMTだけの乗換駅であった。さらに東側への延伸は第二次世界大戦の影響で遅れ、ブロードウェイ-イーストニューヨーク駅は1946年の開業となったが、INDとBMTのホーム間にはエスカレーター付きの連絡通路が設けられた。
フルトン・ストリート高架線は重複区間となったため、レファーツ・ブールバード駅までの東側区間をINDの路線に接続させることで1956年4月26日に廃止となった。
長い間、当駅はジャマイカ線はイースタン・パークウェイ駅、カナーシー線はブロードウェイ・ジャンクション駅、フルトン・ストリート線はブロードウェイ・イースト・ニューヨーク駅というように線区ごとに別の駅名になっていたが、2000年代初めに統一された。

## 駅構造
| 3F                             | 跨線橋                                           | ホーム間連絡通路 |
| 2F カナーシー線ホーム          | 北行線                                           | ← 8番街駅行き（ブッシュウィック・アベニュー-アバディーン・ストリート駅） |
| 2F カナーシー線ホーム          | 島式ホーム、8番街駅行のみ左側ドアが開く          | |
| 2F カナーシー線ホーム          | \| \| 南端の仕切り \|                            | |
| 2F カナーシー線ホーム          | 島式ホーム、不使用                               | |
| 2F カナーシー線ホーム          | 南行線                                           | → カナーシー-ロッカウェイ・パークウェイ駅行き（アトランティック・アベニュー駅）→ |
| 2F カナーシー線ホーム          | 相対式ホーム、右側ドアが開く                     | |
| 2F カナーシー線ホーム          | 中間階                                           | 階層間連絡通路 |
| 1F ジャマイカ線ホーム          | 南行緩行線                                       | ← ブロード・ストリート駅行き（朝ラッシュ：ホールジー・ストリート駅、その他時間帯：チャウンシー・ストリート駅） ← 朝ラッシュ：ブロード・ストリート駅行き（チャウンシー・ストリート駅） |
| 1F ジャマイカ線ホーム          | 島式ホーム、左側ドアが開く                       | |
| 1F ジャマイカ線ホーム          | 混雑方向急行線                                   | → 定期列車なし （南行：マートル・アベニュー駅/北行：アラバマ・アベニュー駅） |
| 1F ジャマイカ線ホーム          | 島式ホーム、左側ドアが開く                       | |
| 1F ジャマイカ線ホーム          | 北行緩行線                                       | → ジャマイカ・センター-パーソンズ/アーチャー駅行き（アラバマ・アベニュー駅）→ 夕ラッシュ：ジャマイカ・センター-パーソンズ/アーチャー駅行き（アラバマ・アベニュー駅）→                 |
| G                              | 地上階                                           | 出入口 |
| B フルトン・ストリート線ホーム | 北行緩行線                                       | ← 深夜のみ：インウッド-207丁目駅行き（ロッカウェイ・アベニュー駅） ← 168丁目駅行き（ロッカウェイ・アベニュー駅）                                                                      |
| B フルトン・ストリート線ホーム | 島式ホーム、緩行線は左側、急行線は右側ドアが開く | |
| B フルトン・ストリート線ホーム | 北行急行線                                       | ← インウッド-207丁目駅行き（ユーティカ・アベニュー駅） |
| B フルトン・ストリート線ホーム | 南行急行線                                       | → ファー・ロッカウェイ駅、レファーツ・ブールバード駅行き（ユークリッド・アベニュー駅）→ 夕ラッシュ：ロッカウェイ・パーク駅行き（ユークリッド・アベニュー駅）→                         |
| B フルトン・ストリート線ホーム | 島式ホーム、急行線は右側、緩行線は左側ドアが開く | |
| B フルトン・ストリート線ホーム | 南行緩行線                                       | → 深夜のみ：ファー・ロッカウェイ駅行き（リバティ・アベニュー駅）→ ユークリッド・アベニュー駅行き（リバティ・アベニュー駅）→                                                           |
|                                | 南端の仕切り                                     | |

## BMTカナーシー線
BMTカナーシー線ブロードウェイ・ジャンクション駅は島式ホームと相対式ホームを各1面持つ高架駅である。マンハッタン方面行き（北行）は島式ホーム、カナーシー方面行き（南行）は相対式ホームに停車する。同様の構成はIRTレキシントン・アベニュー線ボウリング・グリーン駅でみられるが、必要に応じてカナーシー方面行きも島式ホームを使うことができる点が同駅との相違点である。
開業は1928年7月14日で、既設のBMTジャマイカ線の高架上に設けられたためニューヨーク市内でも最も高所にホームがある駅の一つである。一方でホーム北端からわずか180メートル（200ヤード）ほどのところにトンネル入口があるため、ホーム北端からは急な下り勾配になっている。駅にはダイヤモンド・クロッシングが設けられており、北行ホームからはイーストニューヨーク車両基地がよく見える。北行ホームは南端部で二叉に分かれており、通常使われないカナーシー線とジャマイカ線の連絡線が設けられている。1999年から一連の改修工事が行われており、屋根や跨線橋（素朴な赤いサイディングと白の梁から「物置（"The Barn"）」と呼ばれている）の新設や危険な連絡通路の撤去が行われた。旧式化したホームの照明はニューヨーク市地下鉄の至る所で見られるループ型の固定具に交換された。
構内には2001年にアル・ラビング（Al Loving）が制作した Brooklyn, New Morning という作品が展示されている。

## BMTジャマイカ線
BMTジャマイカ線ブロードウェイ・ジャンクション駅は島式ホーム2面3線を持つ高架上の急行停車駅で、開業は1885年6月14日である。中央の急行線は通常運行では使われていない。駅の両端にはイーストニューヨーク車両基地への連絡線が設けられており、車両基地に入区する車両は当駅止め、出区する車両は当駅始発で運行される。
2003年の改名までは駅東端にあったエントランス（現在では閉鎖されている）の地名をとってブロードウェイ-イースタン・パークウェイ駅（Broadway–Eastern Parkway）という駅名であった。ホームからは、旧フルトン・ストリート高架線の路盤を支えていた鉄骨が見える。メザニンはホームの上にあり、カナーシー線ホームへの連絡通路と地上階のエントランスを結ぶ長い2本のエスカレーターが設けられている。このメザニンはコンクリート造で、ほぼホーム全長に渡って設けられている。以前は窓もあったが、今はセメントで埋められている。地上階にはINDフルトン・ストリート線ホームへの連絡通路と改札が設けられている。

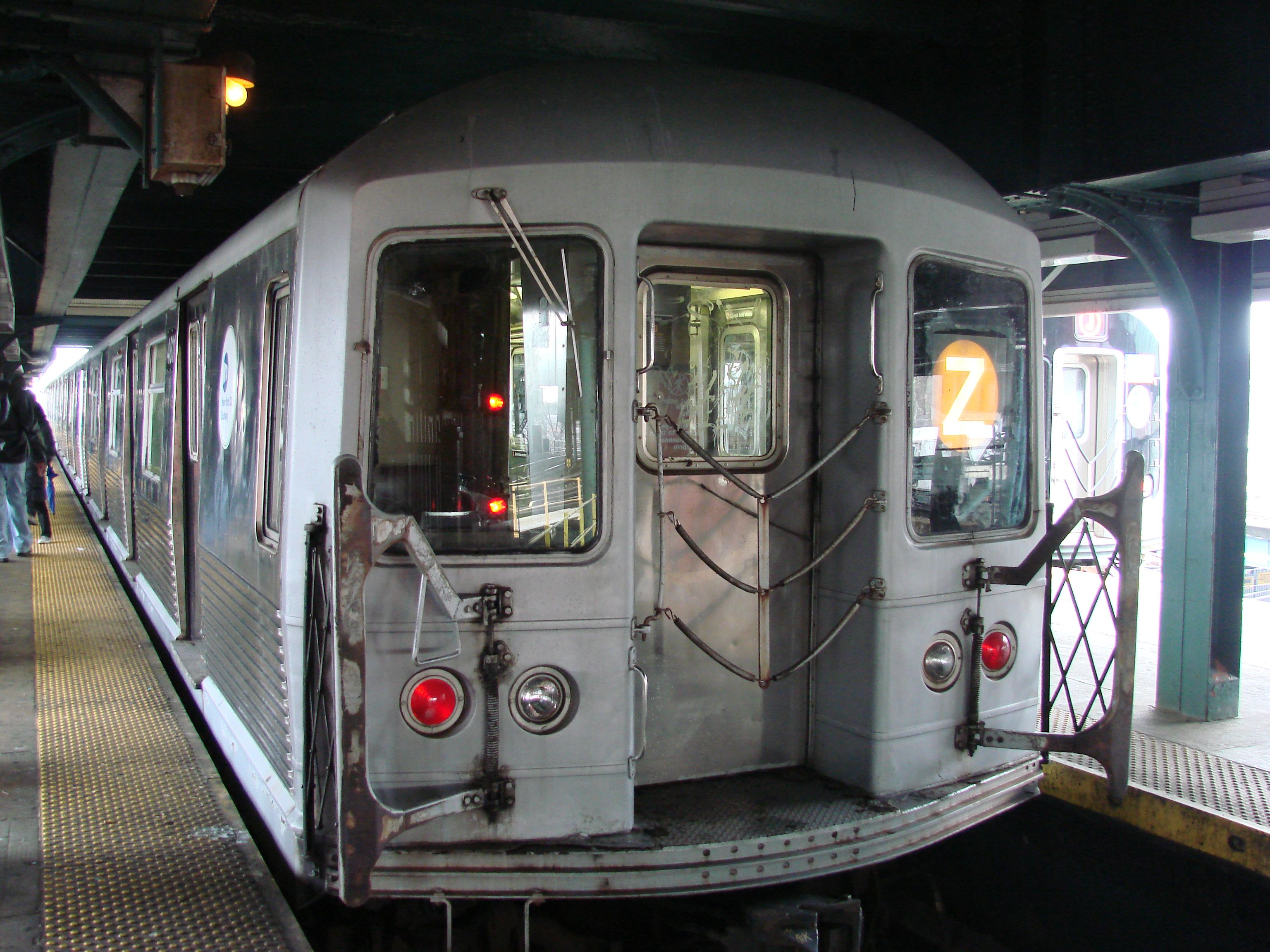
停車中のZ系統のR42型電車
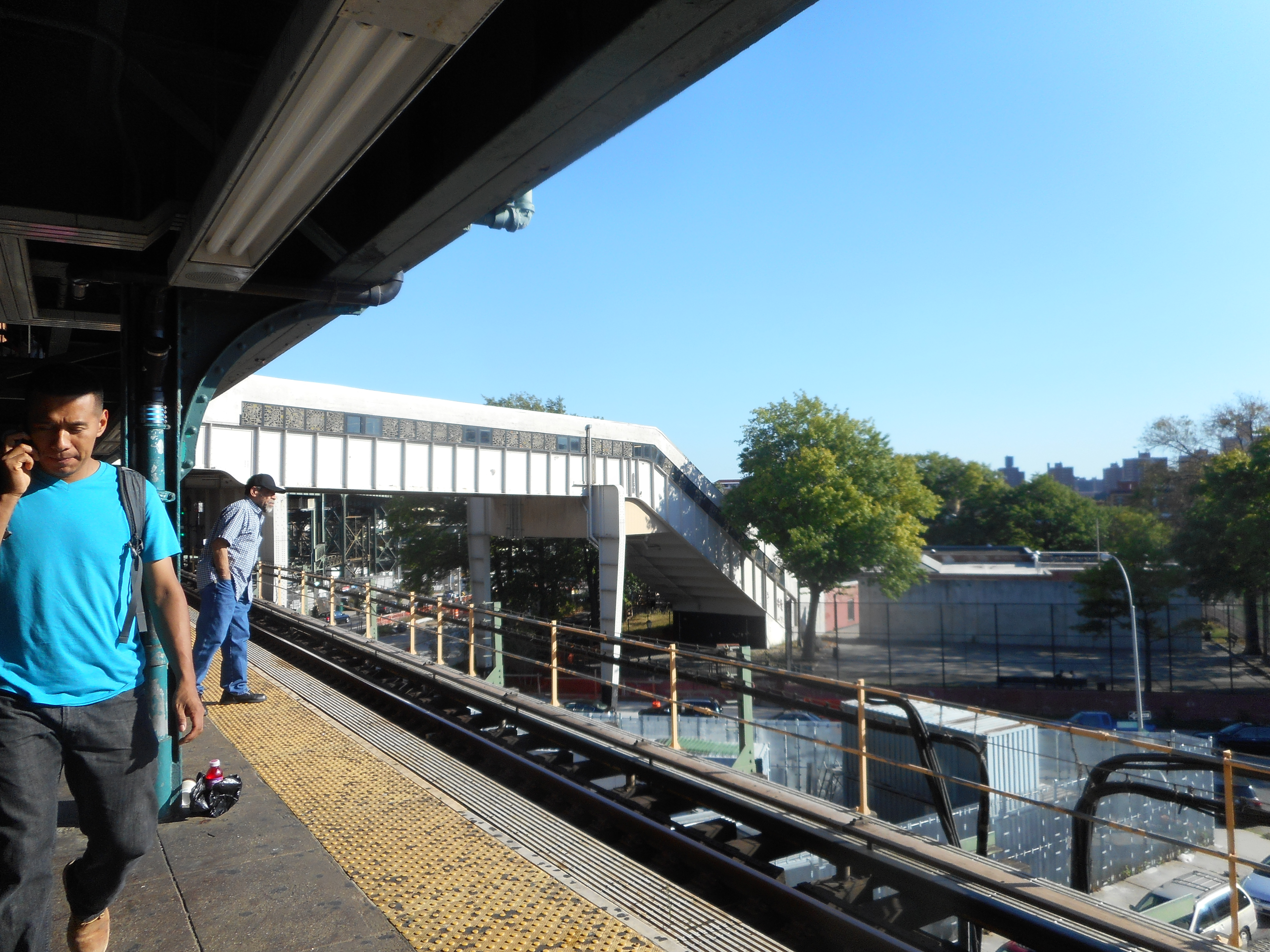
ジャマイカ線ホームからフルトン・ストリート線への連絡橋

## INDフルトン・ストリート線
INDフルトン・ストリート線ブロードウェイ・ジャンクション駅は島式ホーム2面4線の標準的な急行停車駅である。以前はブロードウェイ-イースト・ニューヨーク駅（Broadway–East New York）という駅名であった。改札は駅の東端にあり、駅エントランスには更新されたエスカレーターがあり、表通りから高架に上がることができる。メザニンには警察管区の詰所が入居している。
建設工事は1930年代から行われており、1941年に第二次世界大戦が開戦する前にはほとんど完成していたが、開戦に伴う資材不足のため工事は中断された。終戦とともに工事が再開されて信号設備の設置や線路敷設が行われ、BMT各線のホーム間にはエスカレーターも設置されて1946年12月30日に開業した。ホーム壁面のタイルワークはユニークで、グロス（艶あり）とマット（艶なし）の2タイプのタイルが用いられている。中央の艶なしのブルーベリーのタイルを光沢あるコバルトブルーのタイルが縁取り、コントラストのある陰影を表現している。2003年に駅が改名された際に、壁の ”EAST NY” のタイルは取り外されて INDスタイルの銅板切り出し文字に合わせた ”JUNCTION” のタイルに交換された。
クイーンズ方面ホームの南端には信号扱所があり、現在も使われている。
駅の東側で緩行線から分岐させた線路を通すためにトンネル内径が両側に広がっている。このラッパ口の部分はBMTジャマイカ線の延伸計画、あるいはジャマイカ・アベニュー線の新設計画のために設けられた。 これはINDの他路線にある同様の構造と同様に、第2IND路線網の準備区間というわけではなかった。ラッパ口部分には非常口が設けられている。信号扱所にも分岐した線路に対応する連動装置は設けられていない。

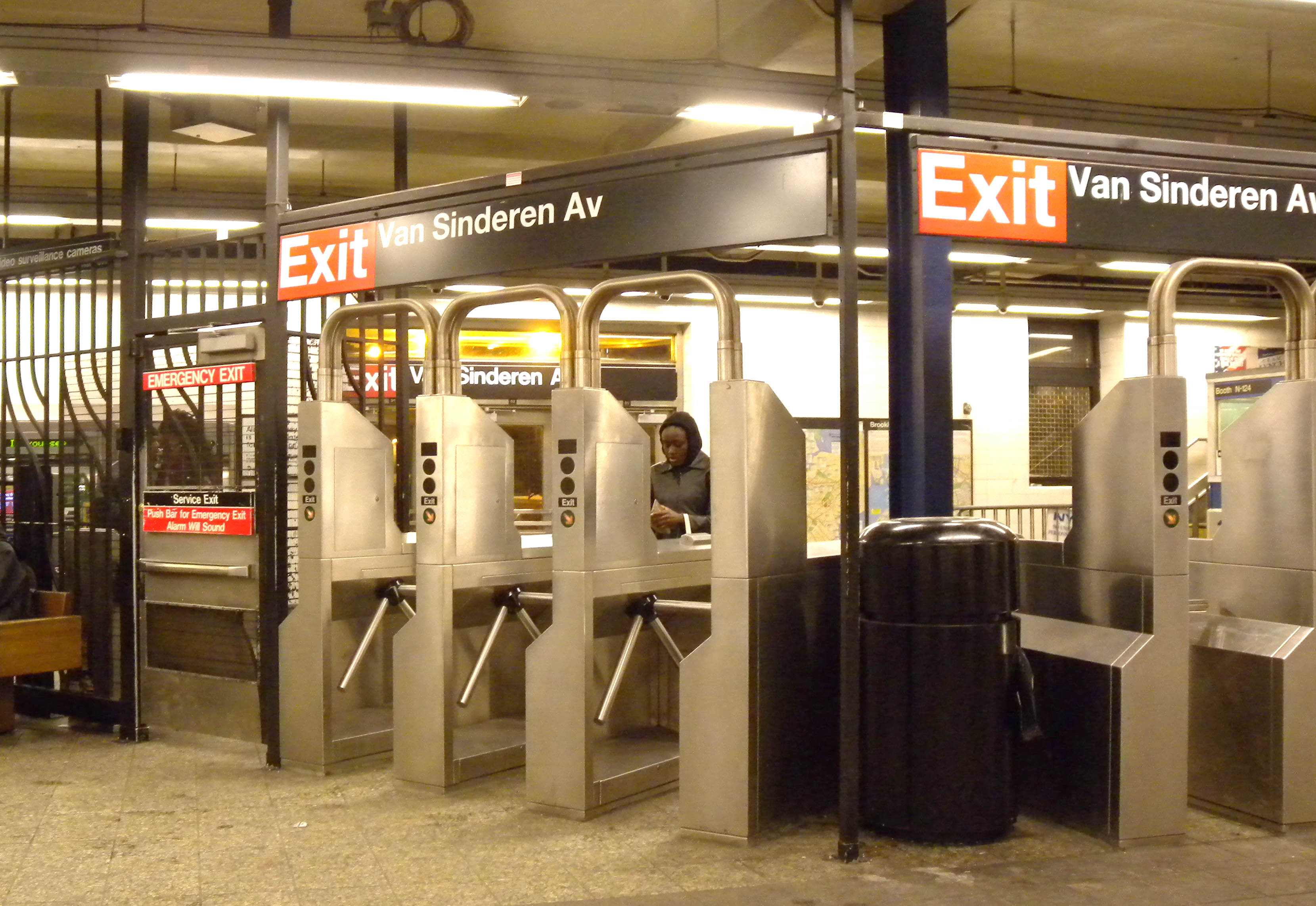
ヴァン・シンダーン・アベニュー側にある改札
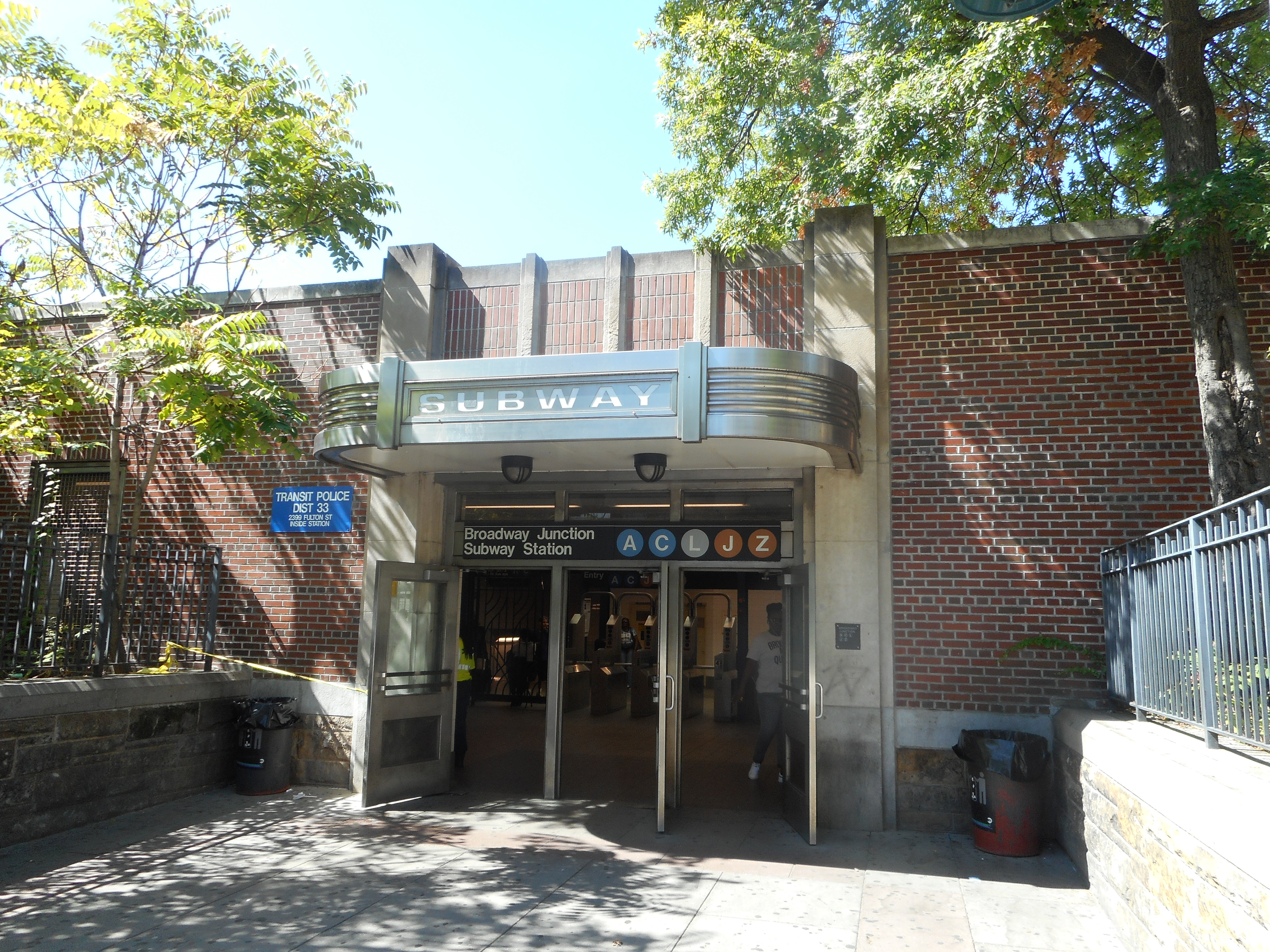
通りに面した庇付きエントランス。アールデコ調とミッドセンチュリー風モダンを融合したデザインになっている。